# Achraf Baznani
Achraf Baznani (în arabă أشرف بزناني, n. 1979, Marrakech, Maroc) este un artist marocan, regizor și fotograf. S-a născut în Marrakesh în 1979.

## Biografie
Achraf Baznani a început să fie pasionat de fotografie din întâmplare. Arhivat în 5 noiembrie 2016, la Wayback Machine. El a primit un aparat foto compact Kodak Ektra 250 în adolescență, de ziua lui. Baznani este autodidact și nu a luat cursuri de fotografie.
Achraf Baznani este influențat de André Breton și Salvador Dali. 

### Premii
Achraf Baznani a câștigat următoarele premii:
- Cel mai bun regizor: Festivalul național de film educativ din Casablanca, Maroc, în 2006
- Cel mai bun regizor: Festivalul național al filmului pedagogic din Casablanca, Maroc, în 2007
- Cel mai bun regizor: Festivalul național de film de scurt metraj, amatori, din Settat, Maroc, în 2008
- Cel mai bun regizor: Festivalul național al creatorilor de film de scurt metraj din Casablanca, Maroc, în 2008
- Cel mai bun regizor: Festivalul de film de scurt metraj din Nador, Maroc, în 2008
- Cel mai bun regizor: Festivalul național de film educativ din Fes, Maroc, în 2009
- Premiul Juriului la Festivalul internațional de filme de scurt metraj și filme documentare din Casablanca, Maroc, în 2009
- Premiul I la Festivalul de filme de scurt metraj al Ligii Arabe, în 2009
- 2016: International Prize Colosseo, Roma, Italy [6]
- 2016: Kunst Heute Award, Germania
- 2016: Golden Orchid Grand Prize
- 2016: Golden Ribbon, Notindoor photography magazine contest
- 2017: Kunst Heute Award, Germania
- 2017: International Prize Galilei Galileo, Pisa, Italia
- 2017: Fine Art Photography Awards – Nominee Conceptual Category, Londra, Regatul Unit
- 2017: Silver Medal, One Hundred Arab Photographers Award, Germania

### Expunere

#### 2015
- "Colour brust", PH21 Gallery, Budapesta, Ungaria
- Park Art Fair International 2015, Triberg, Germania
- Gallery Globe, Adisson, Texas, SUA
- Digital Private Exhibition Louvre Museum, Paris, Franța
- My Small World, Solo Exhibition, Marrakesh, Maroc

#### 2016
- 2016: International Surrealism Now, Coimbra, Portugalia
- 2016: Park Art Fair International 2016, Triberg, Germania
- 2016: Männer, Gräfelfing, Germania
- 2016: Inside my Dreams, Solo Exhibition, Rabat, Maroc

#### 2017
- 2017: Artmuc, München, Germania

- 2017: Fine Art, Blank Art Gallery, Atena, Grecia

- 2017: Nordart, Germania
- 2017: Biennale di Peschiera del Garda

## Cărți
- History of Surrealism. Edilivre, France 2018, ISBN 978-2-414-21510-2

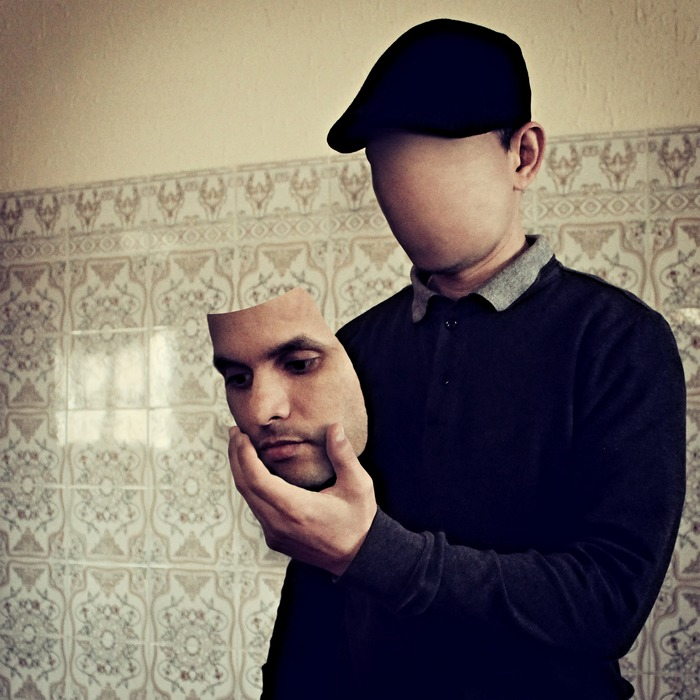
Achraf Baznani